# Thylacodes
Thylacodes is een geslacht van weekdieren uit de klasse van de Gastropoda (slakken).

## Soorten
- Thylacodes adamsii (Mörch, 1859)
- Thylacodes aotearoicus (J. E. Morton, 1951)
- Thylacodes arenarius (Linnaeus, 1758)
- Thylacodes aureus (Hughes, 1978)
- Thylacodes capensis (Thiele, 1925)
- Thylacodes colubrinus (Röding, 1798)
- Thylacodes constrictor (Mörch, 1862)
- Thylacodes daidai (Scheuwimmer & Nishiwaki, 1982)
- Thylacodes decussatus (Gmelin, 1791)
- Thylacodes dentiferus (Lamarck, 1818)
- Thylacodes eruciformis Mörch, 1862
- Thylacodes grandis (Gray, 1842)
- Thylacodes hadfieldi (Kelly, 2007)
- Thylacodes inopertus (Leuckart in Rüppell & Leuckart, 1828)
- Thylacodes lamarckii (Vaillant, 1871)
- Thylacodes longifilis Mörch, 1862
- Thylacodes lornensis (Marwick, 1926) †
- Thylacodes margaritaceus (Rousseau in Chenu, 1844)
- Thylacodes masier (Deshayes, 1843)
- Thylacodes medusae Pilsbry, 1891
- Thylacodes megalostomus Mörch, 1865
- Thylacodes natalensis Mörch, 1862
- Thylacodes nodosorugosus (Lischke, 1869)
- Thylacodes novaehollandiae (Rousseau in Chenu, 1843)
- Thylacodes ophioides (P. Marshall & R. Murdoch, 1921) †
- Thylacodes oryzatus Mörch, 1862
- Thylacodes peronii (Rousseau in Chenu, 1844)
- Thylacodes riisei Mörch, 1862
- Thylacodes roussaei (Vaillant, 1871)
- Thylacodes sipho (Lamarck, 1818)
- Thylacodes squamigerus (Carpenter, 1857)
- Thylacodes squamolineatus (Petuch, 2002)
- Thylacodes sutilis (Mörch, 1862)
- Thylacodes trimeresurus (Shikama & Horikoshi, 1963)
- Thylacodes variabilis (Hadfield & Kay, 1972)
- Thylacodes varidus (Okutani & Habe, 1975)
- Thylacodes xenophorus (Habe, 1961)
- Thylacodes yokojima (Shikama, 1977)
- Thylacodes zelandicus (Quoy & Gaimard, 1834)